# Сви краљеви људи (филм из 1949)
Сви краљеви људи (енгл. All the King's Men) је амерички драмски филм из 1949. године, режисера, сценаристе и продуцента Роберта Росена, заснован на истоименом роману Роберта Пена Ворена из 1946. године. Главне улоге у филму тумаче Бродерик Крофорд, Џон Ајерланд, Мерседес Макејмбриџ, Џоан Дру, Џон Дерек и Шепард Страдвик. Радња се фокусира на успон и пад амбициозног и немилосрдног политичара Вилија Старка (Крофорд) на америчком југу. Иако је измишљен лик, Старк јако подсећа на гувернера Луизијане Хјуија Лонга.
Филм је освојио три Оскара: за најбољи филм, најбољег глумца (Крофорд) и најбољу споредну глумицу (Макејмбриџ).
Године 2001, Конгресна библиотека је одабрала филм за чување у Националном регистру филмова Сједињених Држава због „културног, историјског или естетског значаја”.

## Радња
У филму је приказана прича о успону политичара Вилија Старка из сеоског окружног седишта до гувернерове виле. Он улази у политику, супротстављајући се корумпираној окружној влади, али губи трку за окружног благајника, суочен са неправедним препрекама које поставља локални естаблишмент. Старк сам изучава право и као адвокат наставља да се бори против локалног естаблишмента, борећи се за локално становништво и стичући популарност. На крају постаје кандидат за гувернера, али за длаку губи своју прву трку, а затим побеђује у другом покушају. Успут постаје корумпиран као политичари против којих се некада борио. Док се уздиже, Старк се дружи и забавља са многим женама, узимајући за љубавницу девојку свог новинара Џека Бердена, Ен Стентон.
Старков син Томи почиње да пије како би се изборио са својим осећањима према оцу, те на крају слупа свој аутомобил, повређујући се и убивши своју сапутницу. Када Старк натера Томија да одигра фудбалску утакмицу, Томи остаје парализован након бруталног ударца.
Старк, који се одувек носио са онима који су му на било који начин стајали на путу, почиње да види како му се свет почиње расплитати и открива да не може све да купи.
Прича има сложен низ односа. Све се види очима новинара Џека Бердена, који се диви Старку, а чак и када је разочаран, остаје уз њега. Старкова помоћница у кампањи, Сејди је очигледно заљубљена у Старка и жели да он напусти своју жену Луси. Када судија Стентон (Енин ујак) наруши Старкову репутацију, он покушава да оцрни име судије. Када Џек пронађе доказе о могућим грешкама судије старих четврт века, он их крије од Старка. Ен даје доказе Старку, који их користи против њеног ујака, који одмах изврши самоубиство. Чини се да Ен опрашта Старку, али њен брат Адам, хирург који је помогао да се спаси Томијев живот након саобраћајне несреће, не може. Након што Старк однесе победу у истрази ради опозива, Адам убија Старка. Доктора обара Шугар Бој, Старков улизички помоћник. Пошто је изгубио поштовање према њему, Џек покушава да добије Енин пристанак да пронађе начин да уништи Старкову репутацију баш када он умре.

## Улоге
| Глумац              | Улога                |
| ------------------- | -------------------- |
| Бродерик Крофорд    | Вили Старк           |
| Џон Ајерланд        | Џек Берден           |
| Џоан Дру            | Ен Стентон           |
| Џон Дерек           | Том Старк            |
| Мерседес Макејмбриџ | Сејди Берк           |
| Шепард Страдвик     | Адам Стентон         |
| Ралф Дамк           | Тајни Дафи           |
| Ен Симор            | Луси Старк           |
| Кетрин Ворен        | госпођа Берден       |
| Рејмонд Гринлиф     | судија Монте Стентон |
| Волтер Берк         | Шугар Бој            |
| Вил Рајт            | Долф Пилсбери        |
| Грандон Роудс       | Флојд Макевој        |

## Продукција
Росен је првобитно понудио главну улогу Џону Вејну, који је сматрао да је предложени филмски сценарио непатриотски и огорчено је одбио улогу. Крофорд, који је на крају преузео ту улогу, освојио је Оскара за најбољег глумца 1949. године, победивши Вејна, који је био номинован за улогу у филму Песак Иво Џиме.
Филм је сниман на различитим локацијама у Калифорнији користећи локално становништво, нешто што је у то време било прилично непознато за Холивуд. Стара зграда суда у округу Сан Хоакин у Стоктону, изграђена 1898. и срушена десетак година након изласка филма, била је истакнута.
Пол Татара, филмски рецензент за CNN, описује филм као „једно од оних остварења која су спасена у монтажи”. Ал Кларк је урадио оригинални рез, али је имао проблема да све снимке које је Роберт Росен направио стави у кохерентну причу. Роберта Париша су довели Росен и шеф студија Columbia Pictures, Хари Кон, да види шта може да уради. Пошто је Росену било тешко да исече било шта што је снимио, после неколико недеља монтирања и избацивања, филм је и даље трајао преко 250 минута. Кон је био спреман да га објави у овој верзији након још једног прегледа, али је то бацило Росена у панику, па је Росен дошао до новог решења. Росен је рекао Паришу да „изабере оно што је сматрао средиштем сваке сцене, стави филм у машину за синхронизацију и спусти сто стопа [око 50 секунди] пре и сто стопа после, и одсече га, без обзира шта се дешава. Пресеци дијалоге, музику, било шта. Онда, када завршиш, ми ћемо покренути филм и видети шта имамо”. Када је Париш завршио са оним што је Росен предложио, остао им је 109-минутни филм који је био привлачнији за гледање. Освојио је Оскара за најбољи филм, а Хари Кон је више пута приписао Паришу заслуге за спас филма, иако је Париш урадио само оно што му је Росен рекао да уради. Монтажни гамбит даје филму незаборавну назубљену хитност која је јединствена за филм из студијске ере. Иако је Кларк потписан као „филмски монтажер” (са Паришом као „уредничким саветником”), и Кларк и Париш су били номиновани за Оскара за најбољу филмску монтажу.

## Пријем

### Критике
Филм је по изласку добио веома позитивне критике. Филмски критичар Босли Краутер похвалио је филм и његову режију у својој рецензији, написавши: „Роберт Росен је написао и режирао, као и лично продуцирао, енергичан филм... Пажљиво смо користили тај опис као ознаку за овај нови филм овог студија јер је квалитет турбуленције и виталности онај који он најпотпуније демонстрира... Укратко, господин Росен је у овом изразито непристојном филму сакупио комад сликовног новинарства који је изузетан по својим бриљантним деловима.” Критичар Вилијам Брогдон, пишући за часопис Variety, такође је имао позитивно мишљење и похвалио је улогу Бродерика Крофорда: „Као рурални Абрахам Линколн, који је изникао из земље да би постао велики човек користећи инстинкт без мишљења и вођства обичног гласача, Бродерик Крофорд има изузетан учинак. Узимајући у обзир меснату улогу, његова хистрионска наклоност завршава је за велики лични успех додајући много многим вредним аспектима драме.”
На сајту Rotten Tomatoes филм има рејтинг одобравања од 97% на основу 70 рецензија, са просечном оценом 8,10/10. Консензус сајта гласи: „Бродерик Крофорд је очаравајући као политичар Вили Старк у адаптацији романа Роберта Пена Ворена о корозивним ефектима моћи на људску душу редитеља Роберта Росена.”

### Ноар анализа
Историчар филма Спенсер Селби назива филм „ноар адаптацијом Вореновог елоквентног романа која јако удара”.
Џо Голдберг, историчар филма и бивши уредник прича за Paramount Pictures, написао је о садржају радње и њеном ноар фаталистичком закључку: „Радња има смисла, дијалог је незабораван, прича произилази из страсти и идеја ликова. Бави се уценама, корупцијом, љубављу, пићем и издајом, и субверзијом идеализма од стране моћи, а може чак и наљутити некога... Прича се креће ка свом крају са мрачном неизбежношћу филма ноар.”

### Признања
Године 2001, Конгресна библиотека је изабрала филм за чување у Националном регистру филмова Сједињених Држава збор његовог „културног, историјског или естетског значаја”. Филмска архива Академије сачувала је Све краљеве људе 2000. године. Ово је последњи добитник Оскара за најбољи филм заснован на роману који је освојио Пулицерову награду.

#### Оскари
Филм је био номинован за седам Оскара, од којих је освојио три.
| Категорија               | Номиновани              | Исход      |
| ------------------------ | ----------------------- | ---------- |
| Најбољи филм             | Роберт Росен            | Освојено   |
| Најбољи режисер          | Роберт Росен            | Номинација |
| Најбољи глумац           | Бродерик Крофорд        | Освојено   |
| Најбољи споредни глумац  | Џон Ајерланд            | Номинација |
| Најбоља споредна глумица | Мерседес Макејмбриџ     | Освојено   |
| Најбољи сценарио         | Роберт Росен            | Номинација |
| Најбоља монтажа          | Роберт Париш и Ал Кларк | Номинација |